# Дарзциемс
Да́рзциемс (латыш. Dārzciems) — микрорайон в Латгальском предместье Риги. Площадь — 4,577 км², население — около 20 тыс. жителей. Граничит на севере с Пурвциемсом, на востоке с Плявниеками, на юге со Шкиротавой, на юго-западе с Московским форштадтом, на северо-западе с Авотами.

## География
Дарзциемс расположен в юго-восточной части города. Границами района являются: улица Августа Деглава, улица Илукстес, улица Лубанас, улица Славу и железнодорожные линии от моста Славу до моста Августа Деглава, включая территорию между тремя линиями у платформы Вагону паркс, на которой расположены кладбище Матиса и центральная Рижская тюрьма.
Рельеф Дарзциемса равнинный, практически вся территория находится на высоте 8 м над уровнем моря. Единственным исключением является возвышенность между железнодорожными линиями в северо-западной части Дарзциемса, средняя высота которой — 12 метров над уровнем моря. Самая высокая точка (18 метров над уровнем моря) расположена на территории кладбища Матиса.

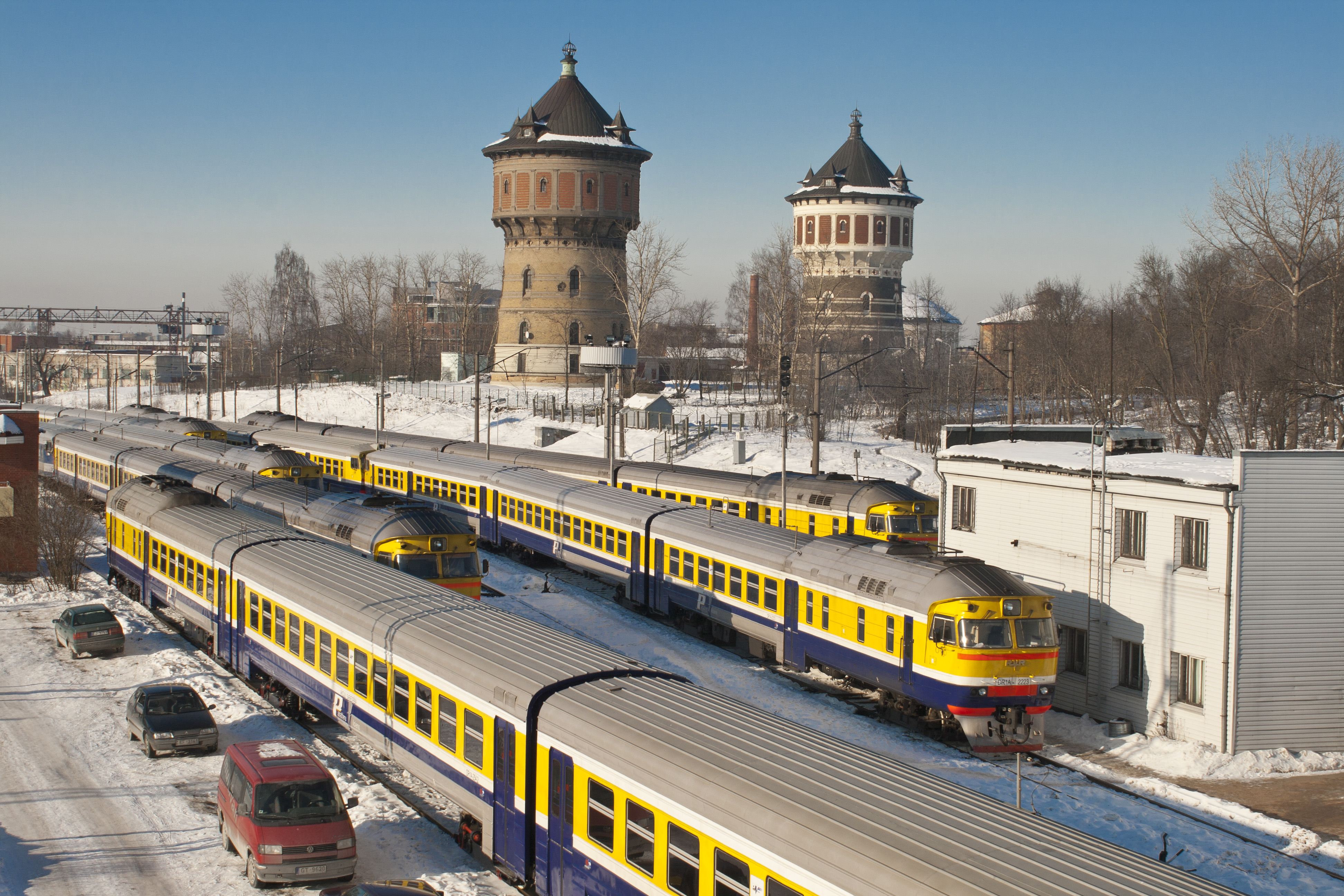
Старинные водонапорные башни у платформы «Вагону паркс»

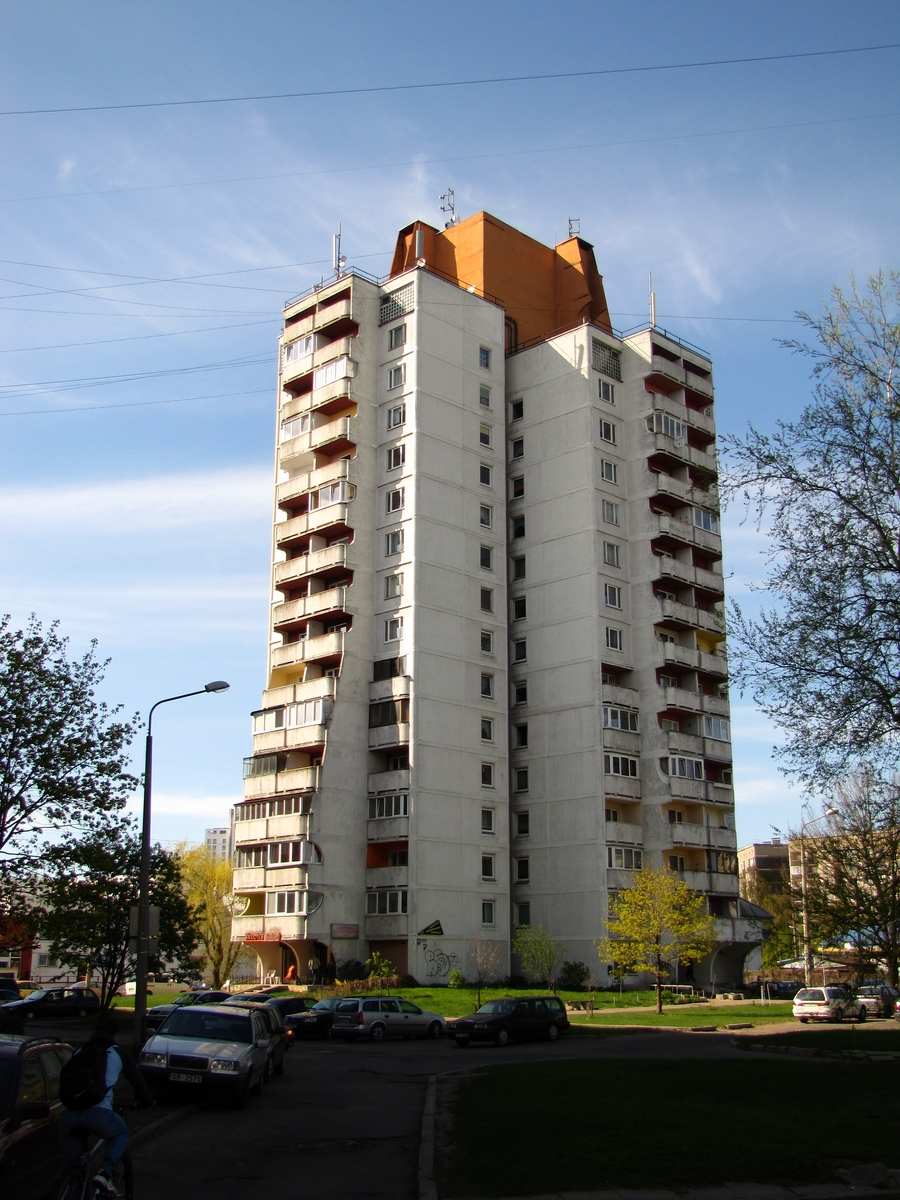
Улица Илукстес, 99 — самый высокий дом в Дарзциемсе

## История
В XVIII веке, согласно сохранившимся картам того времени, на территории современного Дарзциемса находились гусиные пастбища и три поместья: Seemundshof (латыш. Zēmunda muiža), Johannenhof (латыш. Jāņa pusmuiža, от названия которой происходит топоним Яняварты), и Bärenhof (латыш. Lāču muiža).
Городская застройка в черте Дарзциемса начала формироваться в начале XX века вдоль Румпенгофской дороги (латыш. Rumpmuižas iela, ныне улица Августа Деглава). Основная же часть территории Дарзциемса была включена в городскую черту в 1924 году как зона перспективной малоэтажной застройки (согласно генеральному плану 1923 года). Частная застройка в значительной мере определяет облик Дарзциемса и сегодня, однако в 1970-е годы началось её вытеснение современными многоэтажными домами.

## Транспорт
Ряд улиц Дарзциемса (Августа Деглава, Лубанас, Дарзциема, Славу) имеет большое транспортное значение для города. Особенно следует выделить улицы Пиедруяс и Вестиенас, являющихся частью формируемой Восточной магистрали.
Маршруты городского транспорта:
- Автобус: 3, 6, 13, 15, 20, 31, 33, 34, 47, 48, 49, 50, 51, 52, 63
- Троллейбус: 11, 16, 22
- Ночной автобус: N6